# Lammticka
Lammticka (Albatrellus subrubescens) är en svampart som tillhör divisionen basidiesvampar, och som först beskrevs av William Alphonso Murrill, och fick sitt nu gällande namn av Zdeněk Pouzar. Lammticka ingår i släktet Albatrellus, och familjen Albatrellaceae. Enligt den svenska rödlistan är arten sårbar i Sverige. Arten förekommer på Öland, Svealand och Nedre Norrland. Artens livsmiljö är skogslandskap.

## Bildgalleri

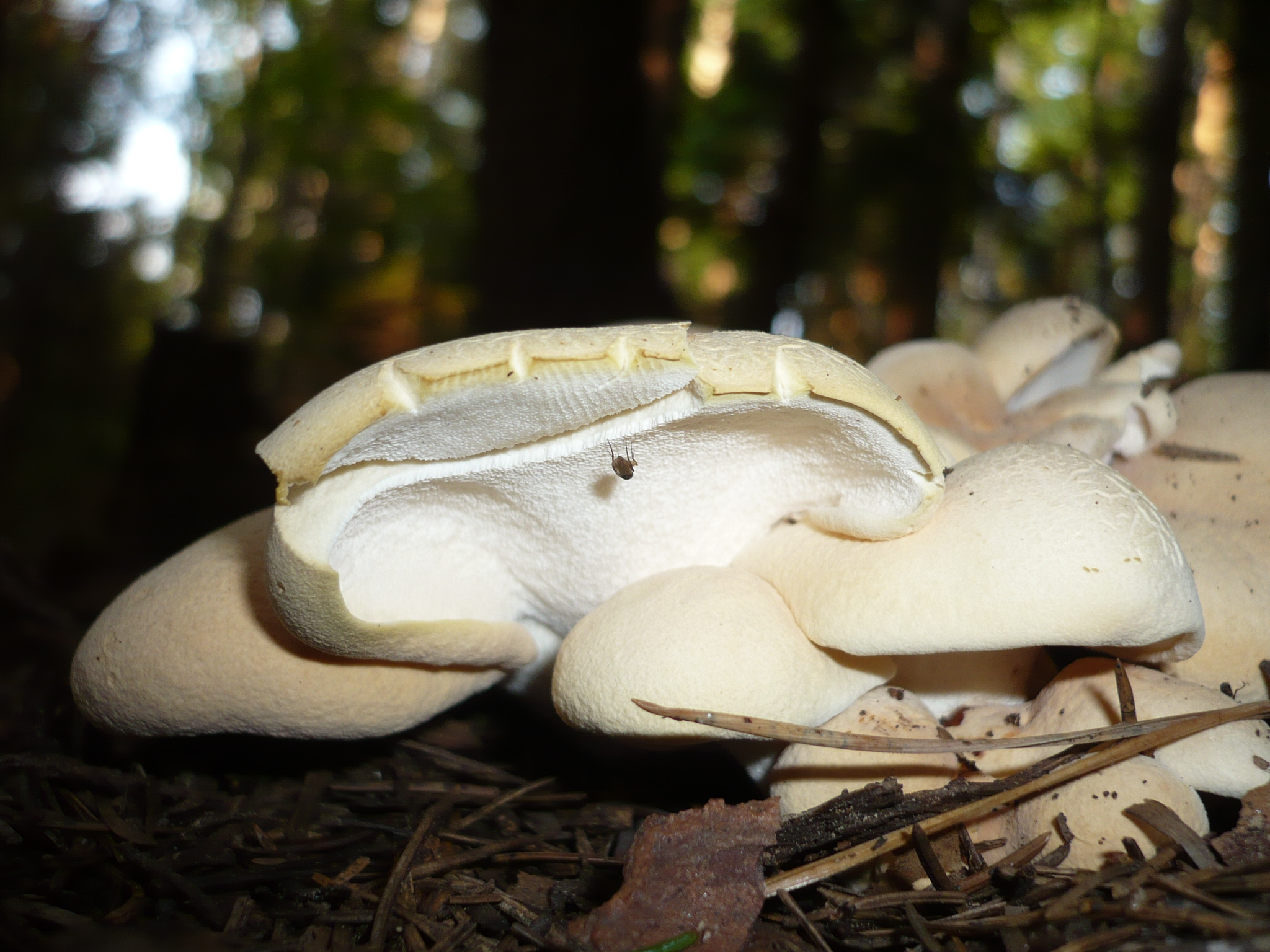
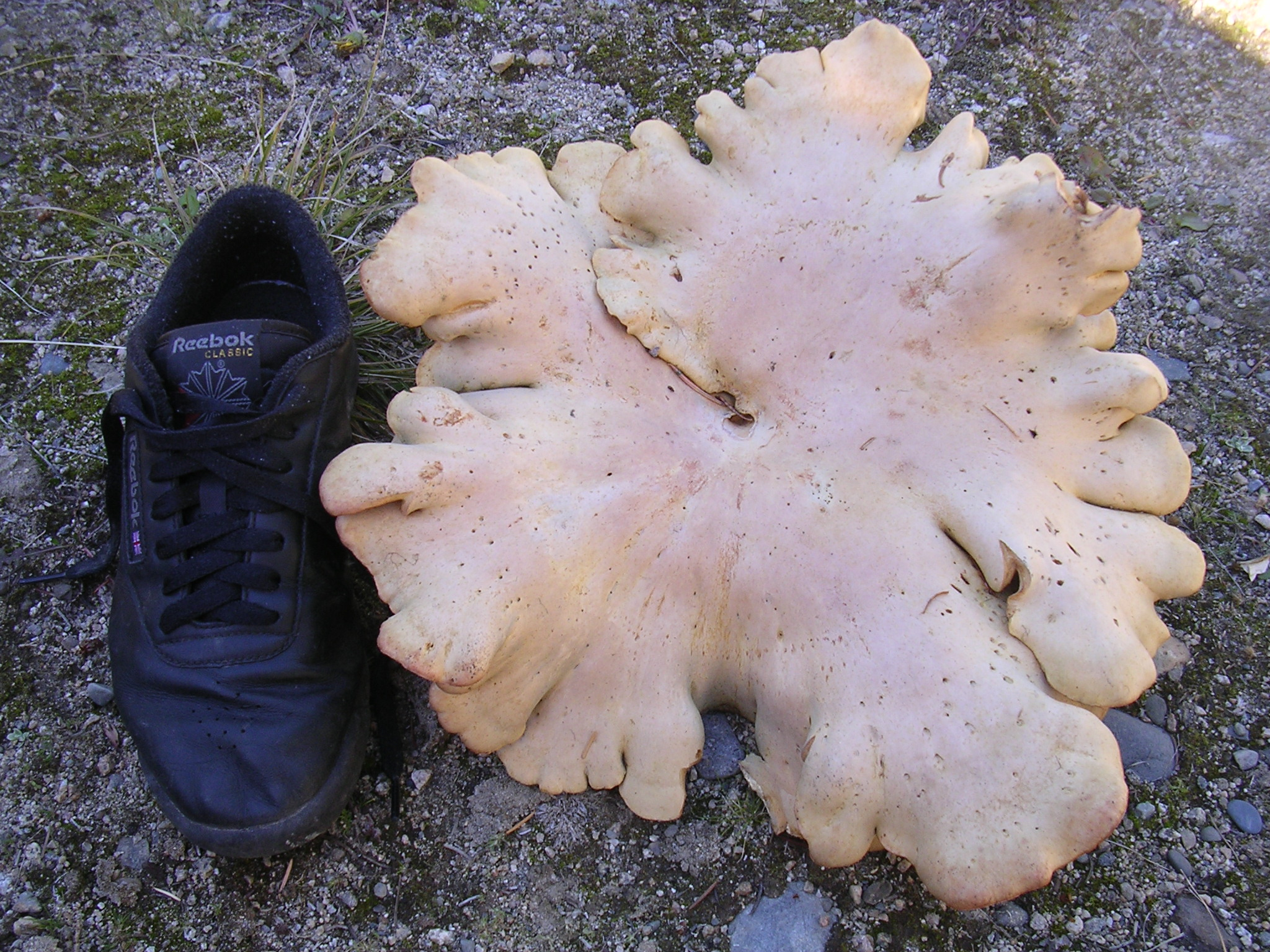